# Fritz Hippler
Fritz Hippler (17. srpna 1909 Berlín – 22. května 2002 Berchtesgaden) byl německý filmový režisér, který byl v době Třetí říše zaměstnán na německém ministerstvu propagandy. Je znám především jako režisér snímku Der Ewige Jude.
Krom toho je autorem dokumentárního propagandistického snímku Feldzug in Polen o německé invazi do Polska z roku 1939 a Die Frontschau, série krátkých snímků určených německým vojákům, kteří odjížděli bojovat na východní frontu.